# اريك روزين
اريك روزين (بالإنجليزية: Eric Rosen)‏ هو محامي وقاضي أمريكي، ولد في 25 مارس 1953.